# یوران نیلسون
یوران نیلسون (سوئدی: Göran Nilsson؛ ‏ ۱۶ ژوئیهٔ ۱۹۴۶ – ۳۰ دسامبر ۲۰۱۲) فیلم‌بردار اهل سوئد بود.
از فیلم‌هایی که وی در آن‌ها نقش داشته‌است، می‌توان به نام رمز کُک روژ و قلاب‌سنگ اشاره نمود.